# Slag bij Shrewsbury

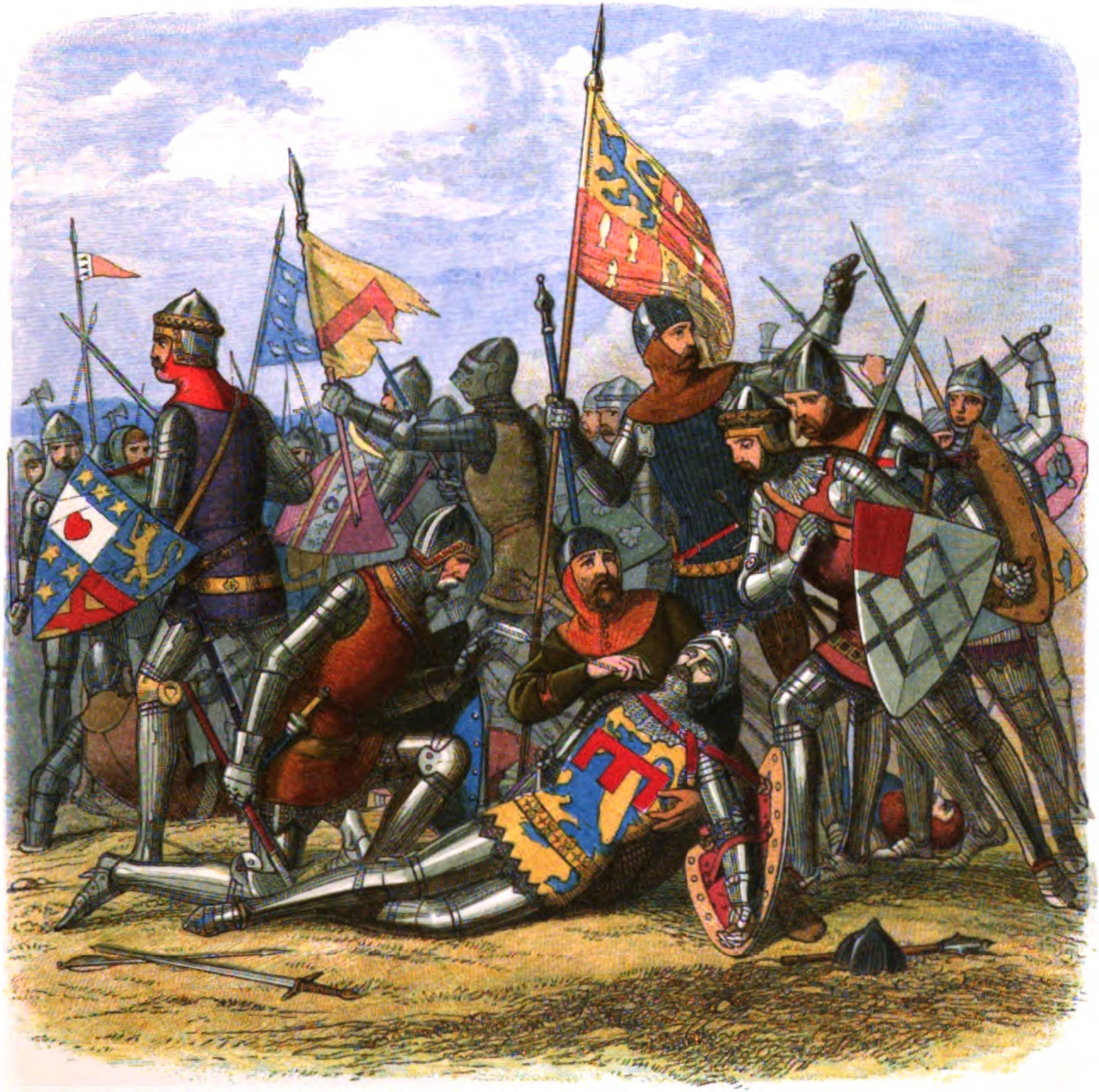
De dood van Hotspur, door James William Edmund Doyle (1864)

De Slag bij Shrewsbury vond plaats op 21 juli 1403, tussen een leger geleid door koning Hendrik IV van het huis Lancaster en een opstandelingenleger van Henry 'Hotspur' Percy uit Northumberland.
De familie Percy had Hendrik IV gesteund tegen Richard II, maar veranderde van voorkeur toen landerijen in Cumbria die zij als hun beloning zagen, aan rivalen werden toegewezen. Geld dat beloofd was maar niet kwam, verschafte een extra motief. Henry 'Hotspur' Percy marcheerde met een klein rebellenleger naar Shrewsbury, een strategisch gelegen stad aan de grens tussen Engeland en Wales. Daar zou een leger van opstandelingen uit Wales onder leiding van Owain Glyndŵr zich bij hen aansluiten.
De Welsh kwamen echter niet of te laat, waardoor Hendrik IV zich bij Shrewsbury met een drie keer zo groot leger tegenover Henry Percy kon stellen.
Onderhandelingen losten het conflict niet op, waarna Hendrik IV besloot aan te vallen. Een regen van pijlen doodde de voorhoede van beide partijen, maar Hendrik IV gaf zijn leger ondanks dat hij veel last had van desertie bevel op te rukken. Bij een poging om Hendrik persoonlijk aan te vallen kwam Percy om het leven. Toen de kreet 'Henry Hotspur is dood' door het leger ging, was de slag afgelopen. 
De strijd was zeer bloedig: meer dan 20.000 man vielen in de strijd, terwijl in de dagen daarna nog velen aan hun verwondingen overleden.
De strijd zelf en veel van de belangrijkste betrokkenen worden ten tonele gevoerd in Shakespeares Henry IV, Deel 1.